# Delahaye Type 120
Der Delahaye Type 120 ist ein Nutzfahrzeug-Modell aus den 1930er Jahren. Hersteller war Automobiles Delahaye in Frankreich.

## Beschreibung
Das Modell erschien 1931 als Nachfolger des Delahaye Type 104 und blieb bis 1935 im Sortiment. Bekannt sind die Ausführungen Type 120, Type 120 A und Type 120 G.
Der Ottomotor war in Frankreich mit 12 CV eingestuft. Die Nutzlast der Lastkraftwagen beträgt zwischen 1200 kg und 1800 kg. Außerdem gab es Omnibusse.